# Żyła naczyniówkowa górna
Żyła naczyniówkowa górna (łac. vena choroidea superior) – w anatomii człowieka jedna z żył głębokich mózgu. Jej przebieg jest kręty. Przebiega wzdłuż splotu naczyniówkowego komory bocznej w stronę okolicy otworu międzykomorowego, gdzie łączy się z żyłą wzgórzowo-prążkowiową górną i żyłą przednią przegrody przezroczystej, wytwarzając żyłę wewnętrzną mózgu. Po drodze otrzymuje dopływy żylne ze sklepienia, hipokampa i ciała modzelowatego.